# Eva Green
 Der er for få eller ingen kildehenvisninger i denne artikel, hvilket er et problem. Du kan hjælpe ved at angive troværdige kilder til de påstande, som fremføres i artiklen.

Eva Gaëlle Green (født 6. juli 1980 i Paris) er en fransk skuespillerinde.

## Biografi
Hun er datter af skuespilleren Marlène Jobert og en tandlæge af svensk oprindelse. Hun lærte
skuespillerfaget på Webber Douglas Acting School i London, før hun tog tilbage til Frankrig for at tage kurser hos
Eva Saint-Paul.

## Filmografi
Hun har siden spillet med i flere film, heriblandt som Bond-girl i Casino Royale, for hvilken hun vandt en BAFTA Award og en Empire Award. Desuden har hun spillet med i Ridley Scotts Kingdom of Heaven.
| År   | Film                                        | Rolle                     |
| ---- | ------------------------------------------- | ------------------------- |
| 2016 | Miss Peregrine's Home for Peculiar Children | Miss Peregrine            |
| 2014 | Penny Dreadful                              | Vanessa Ives              |
| 2014 | The Salvation                               | Madelaine                 |
| 2014 | Sin City: A Dame to Kill For                | Ava Lord                  |
| 2014 | 300: Rise of an Empire                      | Artemisia                 |
| 2014 | White Bird in a Blizzard                    | Eve Connor                |
| 2012 | Dark Shadows                                | Angelique Bouchard        |
| 2011 | Camelot (tv-serie)                          | Morgan                    |
| 2011 | Perfect Sense                               | Susan                     |
| 2010 | Womb                                        | Rebecca                   |
| 2009 | Cracks                                      | Miss G                    |
| 2008 | Franklyn                                    | Emilia/Sally              |
| 2007 | Det gyldne kompas                           | Serafina Pekkala          |
| 2006 | Casino Royale                               | Vesper Lynd               |
| 2005 | Kingdom of Heaven                           | Sibylla                   |
| 2004 | Arsène Lupin                                | Clarisse de Dreux-Soubise |
| 2003 | The Dreamers                                | Isabelle                  |